# Gottlob Binder
Gottlob Binder (* 14. August 1885 in Holzgerlingen; † 16. August 1961 in Frankfurt am Main) war ein deutscher Politiker (SPD).

## Leben und Beruf
Nach dem Schulbesuch absolvierte Binder eine Ausbildung zum Sattler und Polsterer. Später arbeitete er als Tapezierer. Er engagierte sich gewerkschaftlich, wurde 1908 Sekretär bei den Freien Gewerkschaften in Köln und war später in gleicher Funktion in Bielefeld tätig. Ab 1918 war er Vorstandsvorsitzender der Baugenossenschaft Freie Scholle eG in Bielefeld. Außerdem war er Mitglied in Aufsichtsräten und Verwaltungsausschüssen verschiedener regionaler und überregionaler Organisationen der Kommunalverwaltung und des Wohlfahrts- und Fürsorgewesens.
Binder trat vor dem Ersten Weltkrieg der SPD bei. Er war ab 1915 sowie von 1919 bis 1933 Ratsmitglied der Stadt Bielefeld.
Nach der Machtübernahme der Nationalsozialisten wurde Binder kurzzeitig in „Schutzhaft“ genommen. Anschließend kehrte er nach Ilbeshausen zurück. Ab 1942 lebte er unter Beobachtung der Gestapo in Frankfurt am Main.
Nach dem Zweiten Weltkrieg wurde Binder von Juni bis Oktober 1945 als Direktor des Arbeitsamts in Frankfurt am Main sowie als Präsident des Landesarbeitsamts Hessen eingesetzt.
Am 1. November 1945 wurde Binder von der US-amerikanischen Militärregierung zum hessischen „Staatsminister für Wiederaufbau und Politische Bereinigung“ ernannt und war somit Mitglied der von Ministerpräsident Karl Geiler geleiteten Landesregierung. Am 16. August 1946 wurde sein Ressort in „Ministerium für Wiederaufbau und Politische Befreiung“ (gemäß „Gesetz zur Befreiung von Nationalsozialismus und Militarismus vom 5. März 1946“ siehe Entnazifizierung) umbenannt. Vom 7. Januar 1947 bis zum 9. November 1949 amtierte er dann nur noch als „Minister für Politische Befreiung“ in der von Ministerpräsident Christian Stock geführten Landesregierung. 
Parallel zu diesem Amt war er Präsident des Deutschen Verbands für Wohnungswesen, Städtebau und Raumplanung.

## Ehrungen
- 1953: Großes Verdienstkreuz der Bundesrepublik Deutschland
- 1955: Ehrenplakette der Stadt Frankfurt am Main
- Gottlob-Binder-Straße in Bielefeld

## Schriften
- Gottlob Binder (als Hrsg.). Grundfragen des Aufbaus in Stadt und Land. Die Referate und Aussprachen der Kölner Arbeitstagung im April 1947. Stuttgart 1947. Aufbau-Sonderhefte 2.